# The Mystery of the Stolen Child
The Mystery of the Stolen Child è un cortometraggio muto del 1913 diretto da Maurice Costello e W.V. Ranous.

## Trama
Dopo aver letto sul giornale della morte dei Marvell e che la loro bambina è stata adottata dal nonno, il signor Frost, un rivale di quest'ultimo decide di vendicarsi di lui rapendogli la piccola. Così manda una sua complice a casa di Frost come bambinaia. Ma la donna viene trattata così bene da Frost che alla fine rifiuta di collaborare al complotto.
Frost decide di partire con la famiglia per l'Europa ma, mentre sta per recarsi a prendere il piroscafo, la sua automobile viene manomessa dalla banda e lui è costretto a chiamare un taxi dove fa salire la famiglia. L'autista, però, suscita i sospetti di Frost che, riparata la sua macchina, si lancia all'inseguimento dell'altra auto fino a una casa solitaria dove salva i rapiti e fa fuggire il tassista.
A bordo della nave, la famiglia Frost incontra il detective Lambert Chase. Un giorno, i Frost non trovano più la piccola e così si rivolgono all'investigatore. Lui, ridendo, mostra loro la bambina: freddolosa, è avvolta in un caldo tappeto che la difende dal freddo.

## Produzione
Il film fu prodotto dalla Vitagraph Company of America.

## Distribuzione
Distribuito dalla General Film Company, il film - un cortometraggio in una bobina - uscì nelle sale cinematografiche statunitensi il 12 aprile 1913.